# Contea di Decatur (Tennessee)
La contea di Decatur in inglese Decatur County è una contea dello Stato del Tennessee, negli Stati Uniti. La popolazione al censimento del 2000 era di 11 731 abitanti. Il capoluogo di contea è Decaturville.